# Canottaggio ai Giochi della IX Olimpiade - Due con maschile
La competizione del due con maschile dei Giochi della IX Olimpiade si è svolta dal 3 al 10 agosto 1928 a Sloten, Amsterdam.

## Risultati

### 1 turno
Si disputò il 3 agosto i vincitori al secondo turno, i perdenti ai recuperi.
| Pos. | Nazione  | Atleti                                         | Tempo  |
| ---- | -------- | ---------------------------------------------- | ------ |
| 1    | Svizzera | Hans Schöchlin, Karl Schöchlin Hans Bourquin   | 8'41"2 |
| 2    | Francia  | Édouard Marcelle, Armand Marcelle Henri Préaux | 8'41"4 |

| Pos. | Nazione     | Atleti                                               | Tempo  |
| ---- | ----------- | ---------------------------------------------------- | ------ |
| 1    | Belgio      | Léon Flament, François De Coninck Georges Anthony    | 8'58"4 |
| -    | Paesi Bassi | Tjapko van Bergen, Cornelis Dusseldorp Hendrik Smits | DNF    |

| Pos. | Nazione     | Atleti                                            | Tempo  |
| ---- | ----------- | ------------------------------------------------- | ------ |
| 1    | Italia      | Pier Luigi Vestrini, Renzo Vestrini Cesare Milani | 8'42"0 |
| 2    | Stati Uniti | Joe Dougherty, Augustus Goetz Thomas Mack         | 8'44"8 |

### Recupero 1 turno
Si disputarono il 4 agosto i vincitori al secondo turno.
| Pos. | Nazione     | Atleti                                         | Tempo  |
| ---- | ----------- | ---------------------------------------------- | ------ |
| 1    | Francia     | Édouard Marcelle, Armand Marcelle Henri Préaux | 8'37"2 |
| 2    | Stati Uniti | Joe Dougherty, Augustus Goetz Thomas Mack      | 8'41"2 |

### 2 turno
Si disputò il 6 agosto i vincitori alle semifinale, i perdenti che non hanno disputato il precedente recupero ai recuperi.
| Pos. | Nazione  | Atleti                                            | Tempo  |
| ---- | -------- | ------------------------------------------------- | ------ |
| 1    | Svizzera | Hans Schöchlin, Karl Schöchlin Hans Bourquin      | 7'46"8 |
| -    | Italia   | Pier Luigi Vestrini, Renzo Vestrini Cesare Milani | DNF    |

| Pos. | Nazione | Atleti                                            | Tempo  |
| ---- | ------- | ------------------------------------------------- | ------ |
| 1    | Francia | Édouard Marcelle, Armand Marcelle Henri Préaux    | 7'53"4 |
| 2    | Belgio  | Léon Flament, François De Coninck Georges Anthony | 8'02"4 |

Il Belgio unico ammesso ai recuperi 2 turno, passa alle semifinali.

### Semifinali
Si disputarono l'8 agosto.
| Pos.   | Nazione | Atleti                                            | Tempo  |
| ------ | ------- | ------------------------------------------------- | ------ |
| 1      | Francia | Édouard Marcelle, Armand Marcelle Henri Préaux    | 7'48"2 |
| Bronzo | Belgio  | Léon Flament, François De Coninck Georges Anthony | 7'59"4 |

| Pos. | Nazione  | Atleti                                       | Tempo  |
| ---- | -------- | -------------------------------------------- | ------ |
| 1    | Svizzera | Hans Schöchlin, Karl Schöchlin Hans Bourquin | 8'02"0 |

### Finale 1 posto
Si disputò il 10 agosto.
| Pos.    | Nazione  | Atleti                                         | Tempo  |
| ------- | -------- | ---------------------------------------------- | ------ |
| Oro     | Svizzera | Hans Schöchlin, Karl Schöchlin Hans Bourquin   | 7'42"6 |
| Argento | Francia  | Édouard Marcelle, Armand Marcelle Henri Préaux | 7'48"4 |